# Мендес, Хосе
Хосе Мендес (Иосиф, Жозеф, Джозеф Мендес, 1843, Мадрид — 1905, Ницца) — испанский танцовщик, хореограф и педагог, ученик Поля Тальони и Карло Блазиса. В 1888—1898 годах работал в Москве.

## Биография
Выступал на сцене Парижской Оперы. Как танцовщик обладал виртуозной техникой и необыкновенным прыжком, благодаря которому получил прозвище «сын воздуха». Умел делать три оборота в воздухе и менять позы во время вращения. 
Как балетмейстер работал в каирской Хедивской опере (между 1869 и 1877), в берлинской Придворной опере и в Большом театре Варшавы. Будучи в Берлине, вместе с Полем Тальони работал над системой записи танцев.
В 1888 году приехал в Москву, где начал работать в летнем театре Лентовского «Антей» и затем в труппе Вирджинии Цукки, выступавшей в частном театре В. И. Родона. Осенью поставил там балет «Катарина, дочь разбойника».
В следующем году был приглашён хореографом в московский Большой театр на замену ушедшего Алексея Богданова. Дирекция заключила с ним контракт в ноябре 1889 года: Мендес был обязан ставить танцы в оперных спектаклях а также обучать артистов и воспитанников московской театральной школы. Ему был предложен оклад в 6,000 рублей — в два раза больший, чем у его предшественника. 
Балетмейстер сразу же приступил к работе. К 26 ноября он уже обновил танцы в операх «Роберт-Дьявол» и «Фауст».
Следуя европейской моде того времени, отдавал некоторые мужские партии не танцовщикам, а танцовщицам-травести — именно по этой причине была подвергнута критике лезгинка в опере «Руслан и Людимила». Куда большей удачей стала хореография оперы «Мелузина», действие которой происходило во Франции конца XI века (танцы крестьян, свиты Мелузины и сильфов).
Эстетические взгляды Мендеса принадлежали к уходящему в прошлое театру XIX века. Так, он не смог понять новаторской для своего времени музыки Вагнера и создать для неё адекватное хореографическое отображение: в сцене «грот Венеры» из оперы «Тангейзер», ставшей одной из последних его работ в Большом театре, по словам критика Кашкина  он сделал 

...именно то, против чего Вагнер считал излишним предостерегать, то есть зауряднейший и бесцветный балетный нумер, не имеющий в данном случае никакого смысла. Игнорируется даже такое указание партитуры, как, например, следующее: когда раздаётся пение сирен за сценой, всё движение разом останавливается и все замирают в сладострастных позах, прислушиваясь к пению. Да, впрочем, ни одно из указаний в этой сцене не выполняется.— Н. Д. Кашкин:483
В то же время, оценивая первое представление в Большом театре оперы Рубинштейна «Демон» критик поставил танцы Мендеса и Манохина даже выше сопровождавшей их музыки:48.
В 1895 году при возобновлении балета «Катарина» Мендес подвёргся критике за то, что хотя на афише в качестве балетмейстера спектакля стояло его имя, многие фрагменты были поставлены Иваном Хлюстиным. Тем не менее, дирекция была довольна работой хореографа: Большой театр перезаключал с ним контракт несколько раз.
Осенью 1897 года в газетах появились сообщения об отставке Мендеса и приглашении на пост балетмейстера Джорджио Саракко. 23 января 1898 года в Москве состоялся его прощальный бенефис. 30 апреля 1898 года И. А. Всеволожский предписал «уволить Мендеса вовсе от службы дирекции»:491.

### Деятельность хореографа
За 9 лет своей работы в Большом театре Мендес поставил танцы для множества опер как российских, так и зарубежных композиторов. Кроме того, он работал над возобновлением популярных балетных спектаклей и сделал несколько собственных оригинальных постановок. В те годы, когда он стоял у руководства московского балета (последнее десятилетие XIX века), тот значительно отставал по своему художественному уровню от петербургского. Большой театр характеризовали отсутствие внятной репертуарной политики и оторванность от новых театральных тенденций, а отдельные выдающиеся артисты не могли полностью обеспечивать качество спектаклей.
Работа хореографа в Большом театре не была новаторской, она лежала в пределах уже найденного и закреплённого театром. В то же время он не был чужд эксперимента: так, в балете «Приключения Флика и Флока», рассчитывая на яркую индивидуальность танцовщика Николая Домашёва, Мендес поставил pas de trois, в котором соединил движения чисто классического танца с невиданными в практике конца XIX века приёмами — вплоть до подъёма танцовщика-мужчины на пуанты:520.
Мендес хорошо знал практику современного ему зарубежного балета и как балетмейстер не был лишён выдумки, пытаясь внести разнообразие в кордебалетные сцены, сочиняя живописные группы и компонуя оригинальные построения исполнителей. Его хореографию отличали живописность и оригинальность самодовлеющего характера, однако цельный художественный замысел в ней отсутствовал:493.

### Педагогическая деятельность
Преподавал в Триесте, затем в школе театра «Ла Скала» (Милан) и в школе Большого театра (Варшава). В московском театральном училище вёл выпускные классы воспитанниц. Привнёс в московскую школу итальянскую виртуозность нового типа с её пируэтами, балансом, сильными пуантами и вниманием к отчётливой партерной технике и силе танца.
Менее чем за десять лет своей работы воспитал множество сильнейших исполнителей. Среди учениц Мендеса — его свояченица Аделина Джури, Любовь Рославлева, Екатерина Гельцер, Тихомирова.

## Семья
В 1896 году дочери балетмейстера Джульетта и Анжелика были зачислены в кордебалет Большого театра. В том же году они участвовали в спектаклях Красносельского театра под Петербургом, причём критика отметила, что несмотря на молодость, они обладают замечательно сильною техникой и танцуют с большой энергией:481. 19 февраля 1900 года «Московские ведомости» писали о них как о «неутомимых труженицах балета». Осенью 1900 года Джульетта Мендес была повышена до ранга солистки, а её сестра Анжелика оставила театр. Джульетта танцевала до 1918 года (среди партий — Сандрильона в балете «Волшебный башмачок»).
Солистка Большого театра  Аделина Джури была свояченицей Мендеса.

## Список работ
Труппа Вирджинии Цукки
- 1888 — «Катарина, дочь разбойника»

Большой театр
Танцы в операх
- 1889 — «Роберт-Дьявол» Дж. Мейербера, «Фауст» Ш. Гуно (картина «Вальпургиева ночь»)
- 21 декабря 1890 — «Сон на Волге» А. С. Аренского
- 1892 — «Руслан и Людмила» М. И. Глинки, «Снегурочка» Н. А. Римского-Корсакова
- 1895 — «Мелузина» князя Трубецкого (царица сильфов — Любовь Рославлёва)
- 2 декабря 1897 — «Песнь торжествующей любви» А. Симона (восточные танцы II действия)
- 1898 — «Тангейзер» Р. Вагнера
- «Фенелла» Д.-Ф. Обера, «Пророк» Дж. Мейербера, «Бал-маскарад» Дж. Верди, «Демон» А. Г. Рубинштейна

Балеты
- 9 февраля 1890 — «Индия» на музыку Джиля Аржини и Венанси
- 24 февраля 1891 — «Приключения Флика и Флока» на музыку П. Гертеля с отдельными номерами на музыку А. Адана и А. Тома
- 1891 — дивертисмент «После свадьбы»
- 16 декабря 1892 — «Кольцо любви», волшебная сказка в 3 действиях на музыку П. П. Золотаренко
- 5 февраля 1895 — «Катарина» (возобновление балета Жюля Перро при участии Ивана Хлюстина)
- 1896 — «Брама» на музыку И. Монплезира, «Цыганка» на музыку П. Гертеля и И. Брамса
- 28 апреля 1896 — «Даита», одноактный балет на музыку Г. Э. Конюса
- 20 февраля 1897 — «Фея кукол», балет в 2-х картинах на музыку Й. Байера
- 1898 — «Шалости сверчка» на музыку А. Симона, «Фантазия» на музыку А. Штеймана
- Возобновления постановок других балетмейстеров — «Жизель», «Эсмеральда», «Тщетная предосторожность»